# Nicoichi
Nicoichi (ニコイチ?) è un manga scritto e disegnato da Renjūrō Kindaichi, serializzato sulla rivista Young Gangan dalla Square Enix tra il 2004 e il 2012.

## Trama
Makoto Suda, in seguito alla morte della sua fidanzata, si ritrova a dover allevare Takashi, il figlio di due anni di quest'ultima. Poiché il bambino inizia a chiedere continuamente di sua madre, Makoto decide di vestirsi da donna e di fingere dinnanzi a Takashi di essere una ragazza, e mantenendo nel frattempo tutto questo segreto ai suoi colleghi dell'ufficio. 

## Manga
| Nº | Data di prima pubblicazione | Data di prima pubblicazione | Data di prima pubblicazione |
| Nº | Giapponese                  | Giapponese                  |                             |
| -- | --------------------------- | --------------------------- | --------------------------- |
| 1  | 24 dicembre 2005            | ISBN 4-7575-1593-6          |                             |
| 2  | 25 novembre 2006            | ISBN 4-7575-1814-5          |                             |
| 3  | 25 giugno 2007              | ISBN 978-4-7575-2031-8      |                             |
| 4  | 25 febbraio 2008            | ISBN 978-4-7575-2224-4      |                             |
| 5  | 25 ottobre 2008             | ISBN 978-4-7575-2420-0      |                             |
| 6  | 25 luglio 2009              | ISBN 978-4-7575-2624-2      |                             |
| 7  | 24 aprile 2010              | ISBN 978-4-7575-2860-4      |                             |
| 8  | 25 novembre 2010            | ISBN 978-4-7575-3076-8      |                             |
| 9  | 25 luglio 2011              | ISBN 978-4-7575-3298-4      |                             |
| 10 | 24 marzo 2012               | ISBN 978-4-7575-3536-7      |                             |